# Titularerzbistum Constantia in Scythia
Constantia in Skythien (it.: Constanza di Scizia) ist ein Titularerzbistum der römisch-katholischen Kirche.
Es hatte seinen antiken Bischofssitz im historischen Gebiet der Skythen nördlich des Kaspischen Meeres.
| Titularerzbischöfe von Constantia in Scythia |                                             |                                                        |                   |                  |
| Nr.                                          | Name                                        | Amt                                                    | von               | bis              |
| 1                                            | John Baptist Salpoine                       | emeritierter Erzbischof von Santa Fe (New Mexico, USA) | 21. Januar 1894   | 15. Juli 1898    |
| 2                                            | Nicolae Iosif Camilli                       | emeritierter Bischof von Iași (Rumänien)               | 26. Februar 1901  | 30. August 1904  |
| 3                                            | Domenico Taccone-Gallucci                   | emeritierter Bischof von Nicotera-Tropea (Italien)     | 21. Juli 1908     | 9. Oktober 1917  |
| 4                                            | Pietro Pisani                               | Kurienbischof                                          | 15. Dezember 1919 | 16. Februar 1960 |
| 5                                            | Edmond John Fitzmaurice                     | emeritierter Bischof von Wilmington (Delaware, USA)    | 2. März 1960      | 25. Juli 1962    |
| 6                                            | Vito Roberti Titularerzbischof pro hac vice | Apostolischer Nuntius                                  | 13. Oktober 1962  | 15. August 1965  |